# Ödön Rádl
Ödön Rádl (* 30. März 1856 in Alsólugas, Komitat Bihar; † 20. Dezember 1916 in Nagyvárad) war ein ungarischer Jurist und Schriftsteller.
Ödön Rádl studierte Rechtswissenschaften in Nagyvárad. Er war ein Freund von Kálmán Tisza und von István Tisza. Er schrieb für verschiedene Publikationen (Nagyváradi Lapok, Tiszavidék…) und war Mitglied der Liberalen Partei und der Petőfi Társaság. Endre Ady kritisierte seinen Konservatismus.

## Werke
- Levelek egy német faluból (1870)
- Szomorú történetek (1871)
- Jean Paul (1872)
- Egy tél Olaszhonban (1872)